# PGC 214993
LEDA/PGC  214993 ist eine Galaxie im Sternbild Pegasus am Nordsternhimmel. Sie ist schätzungsweise 190 Millionen Lichtjahre von der Milchstraße entfernt. Vom Sonnensystem aus entfernt sich das Objekt mit einer errechneten Radialgeschwindigkeit von näherungsweise 4.100 Kilometern pro Sekunde.
Im selben Himmelsareal befinden sich unter anderem die Galaxien PGC 72631, PGC 72639, PGC 1604826, PGC 1616295.